# Leptonycteris curasoae
Leptonycteris curasoae је врста слепог миша из породице Phyllostomidae.

## Распрострањење
Врста је присутна у Аруби, Венецуели, Колумбији и Холандским Антилима.

## Угроженост
Ова врста се сматра рањивом у погледу угрожености врсте од изумирања.